# Virginia Pearson

Virginia Belle Pearson (7 de março de 1886- 6 de junho de 1958) foi uma visionária atriz, e pioneira do cinema americano. Com uma carreira marcante durante a era do cinema mudo, ela deixou um legado indelével na história do entretenimento. Sua trajetória, marcada por talento, determinação e inovação, abriu caminhos para as futuras gerações de mulheres na indústria cinematográfica.

## Vida e Carreira
Ela nasceu em 7 de março de 1886 em Anchorage, Kentucky, filha dos pais Joseph F. Pearson e Mary Alice Calloway.
Ela tinha um irmão mais novo, Harvey Thompson Pearson. Virginia também era neta de Precious Martha Grable Pearson (tia-avó da atriz Betty Grable). Virginia trabalhou por um breve período como assistente na biblioteca pública em Louisville, Kentucky, depois de concluir a escola. Ela era famosa em sua cidade natal Louisville performances de teatro. Pearson treinou na tradição das estrelas do palco americano e atuou em produções de ações em Washington, DC e Nova York. Em Nova York, ela interpretou a heroína em Hipocrisia , uma história que desnudou "a vergonha da sociedade". Ela foi promovida por William Fox da Fox Film Corporation para o mesmo tipo de Vamp forte papéis como os de Theda Bara. Entre seus filmes estão Blazing Love (1916), Wildness of Youth (1922), The Vital Question (1916), Sister Against Sister (1917), The Red Kimona (1925), Wizard of Oz (1925) e The Phantom of the Ópera (1925).
Em 1916, Pearson e seu marido, o ator de cinema Sheldon Lewis, romperam seus laços com a Virginia Pearson Producing Company. O casal se afiliou à Independent Productions Company, capitalizada em US $ 1.000.000. Em 1924, o casal foi forçado a declarar falência. Em 1928, Pearson se divorciou legalmente de Lewis. Na época, era considerado uma bilheteria ruim para as atrizes se casarem. No entanto, os dois permaneceram companheiros constantes., e residiram por muitos anos no antigo Hollywood Hotel . Mais tarde, eles moraram no Motion Picture Country Home.

## Filmografia selecionada
| Ano  | Filme                    | Papel                                                       | Observações                   |
| ---- | ------------------------ | ----------------------------------------------------------- | ----------------------------- |
| 1910 | On Her Doorsteps         |                                                             |                               |
| 1914 | The Stain                | Stevens' daughter                                           | Filme preservado na Austrália |
| 1914 | Aftermath                | Ruth Morgan                                                 |                               |
| 1915 | The Turn of the Road     | Marcia Wilbur                                               |                               |
| 1916 | Thou Art the Man         | Emily Raynor                                                |                               |
| 1916 | Daredevil Kate           | Kate                                                        |                               |
| 1917 | A Royal Romance          | The Princess Sylvia                                         |                               |
| 1917 | Thou Shalt Not Steal     | Mary Bruce                                                  |                               |
| 1917 | Wrath of Love            |                                                             |                               |
| 1918 | The Firebrand            | Princess Natalya                                            |                               |
| 1919 | The Bishop's Emeralds    | Hester, Lady Cardew                                         |                               |
| 1922 | Wildness of Youth        | Louise Wesley                                               |                               |
| 1923 | A Prince of a King       | Queen Claudia                                               |                               |
| 1925 | Wizard of Oz             | Lady Vishuss                                                |                               |
| 1925 | The Phantom of the Opera | Virginia Pearson as Carlotta/Carlotta's mother (1930 redux) |                               |
| 1926 | Atta Boy                 | Madame Carlton                                              |                               |
| 1926 | The Taxi Mystery         | Mrs Blaine Jameson                                          |                               |
| 1927 | Driven from Home         |                                                             |                               |
| 1928 | The Big City             | Tennessee                                                   |                               |
| 1928 | The Actress              | Mrs. Telfer                                                 |                               |
| 1929 | Smilin' Guns             | Mrs. van Smythe                                             |                               |
| 1931 | Primrose Path            | Marie Randeau                                               |                               |
| 1932 | Back Street              | Bit part                                                    | Sem Créditos                  |

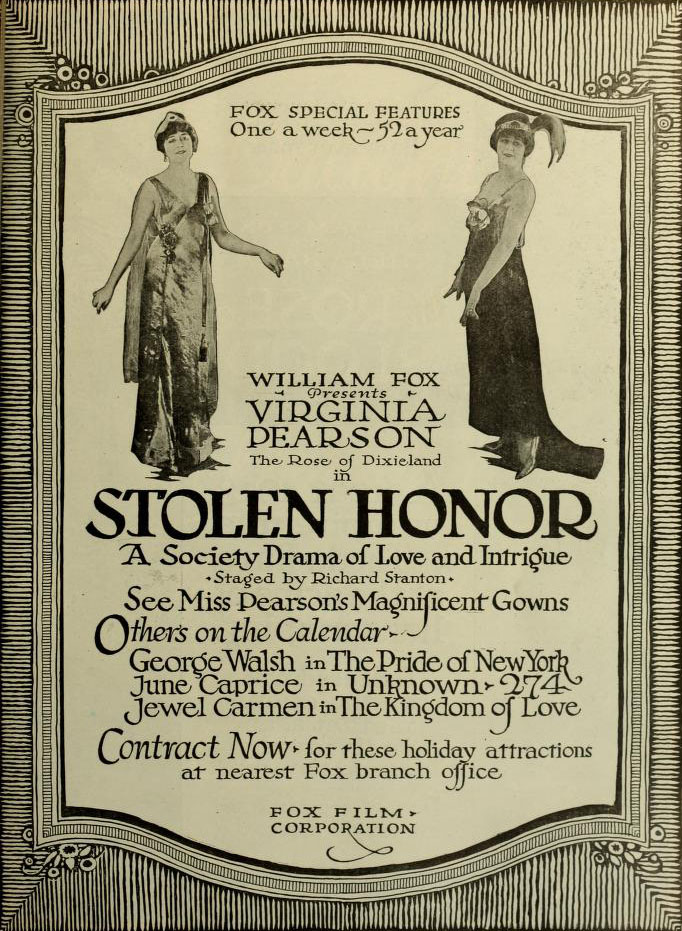
Stolen Honor (1917)
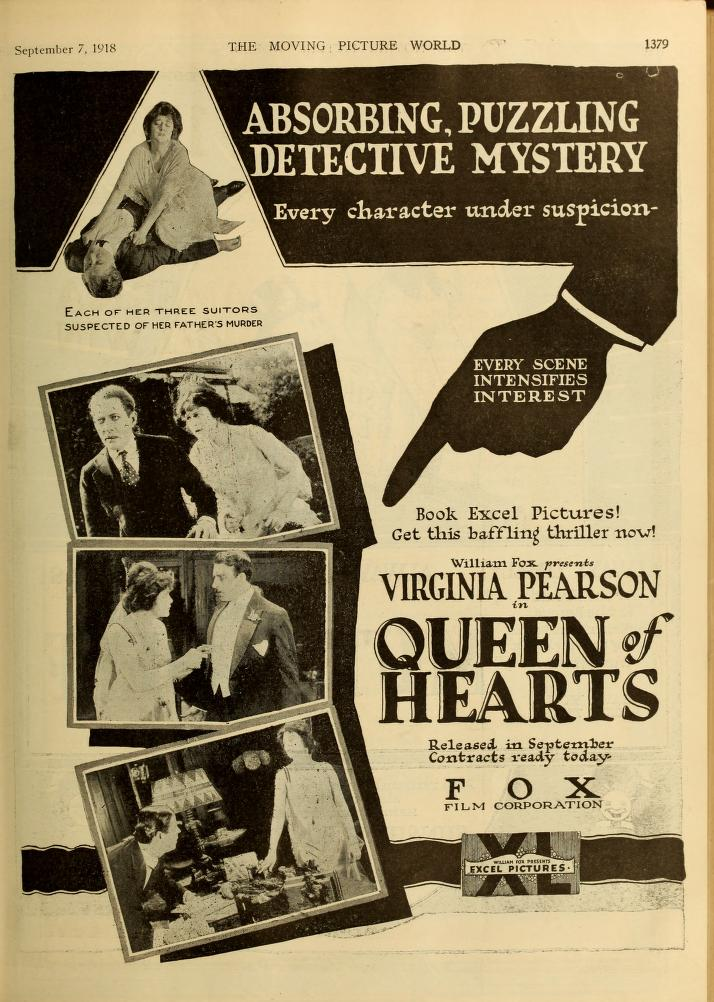
Queen of Hearts (1918)
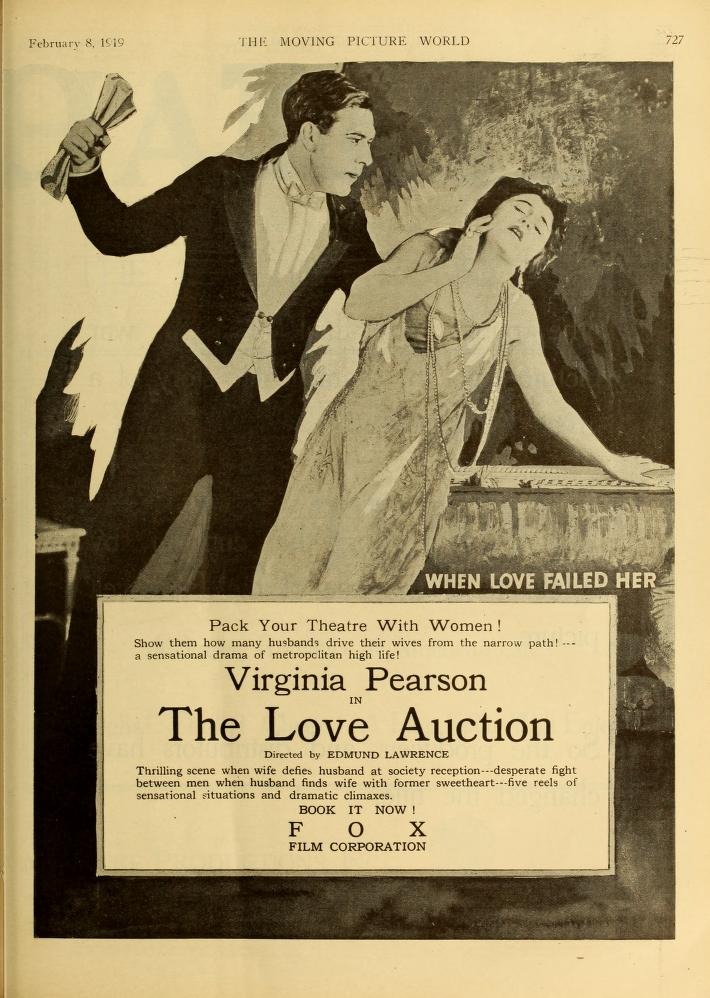
The Love Auction (1919)
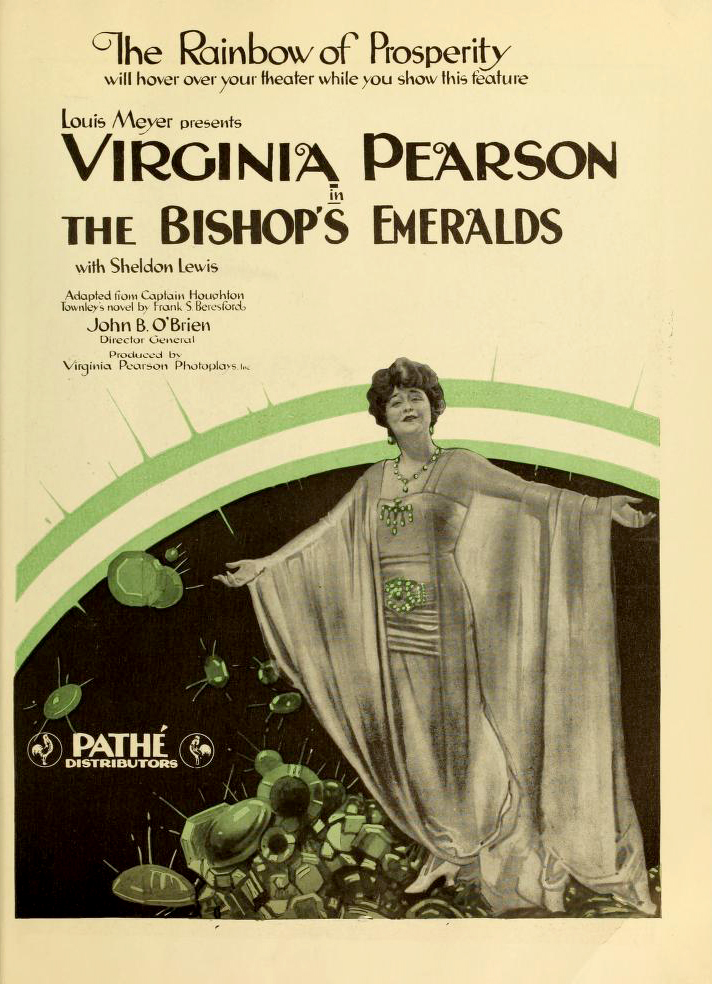
The Bishop's Emeralds (1919)